# Santa Catarina (Guanajuato)
Santa Catarina (Guanajuato) é um município do estado de Guanajuato, no México.